# Peckia lutzi
Peckia lutzi är en tvåvingeart som först beskrevs av Guilherme A.M.Lopes 1958.  Peckia lutzi ingår i släktet Peckia och familjen köttflugor. Inga underarter finns listade i Catalogue of Life.